# Walter Winterbottom
Walter Winterbottom (Oldham, 31 marzo 1913 – Guildford, 16 febbraio 2002) è stato un calciatore e allenatore di calcio inglese.
Dal 1946 al 1962 è stato dirigente e allenatore della nazionale di calcio inglese. Fu il primo allenatore a ricoprire anche la carica di dirigente.
Si è dimesso dalla Football Association nel 1962 per diventare segretario generale del Consiglio centrale per la ricreazione fisica (CCPR) ed è stato nominato primo direttore di Sport England nel 1965. È stato nominato cavaliere per i suoi servizi allo sport nel 1978 quando si è ritirato. La Federcalcio ha celebrato il 100º anniversario della nascita di Winterbottom commissionando un busto che è stato svelato da Roy Hodgson al St Georges Park il 23 aprile 2013 in riconoscimento del suo eccezionale contributo allo sviluppo del calcio inglese.

## Carriera
Winterbottom è stato, inizialmente, un professore. Ha allenato la squadra dell'Università di Chester e, contemporaneamente, ha giocato a calcio a livello amatoriale. Nel 1936, è stato ingaggiato dal Manchester United, diventando così professionista. Nello stesso anno ha giocato la sua prima partita, per poi diventare uno dei membri che ha raggiunto la promozione in First Division. Ha totalizzato 26 presenze con lo United prima di interrompere la sua carriera da calciatore.
Nel 1946 è stato nominato dirigente dell'Inghilterra ed è diventato poi il tecnico l'anno successivo. Nel settembre del 1946 l'Inghilterra si è imposta per 7-2 sull'Irlanda, mentre lavorava come dirigente.
È entrato a far parte dell'Ordine dell'Impero Britannico nel 1963. Fa parte della Hall of Fame del calcio inglese.

## Palmarès

### Allenatore
- Torneo Interbritannico: 13

Inghilterra: 1947, 1948, 1950, 1952, 1953, 1954, 1955, 1956, 1957, 1958, 1959, 1960, 1961